# Søren Peter Langkjær Bojsen
Søren Peter Langkjær Bojsen (efternavnet ses også stavet Boisen) (født 1987 i Alken) er en dansk teater- og filminstruktør. Hans film Det store glitch fra 2023 fik en Robertpris og gav Bojsen talentprisen ved Bodiluddelingen 2024. I 2025 instruerede han dokumentar-tv-serien Den anden verden, som fik fine danske anmeldelser.

## Levnedsløb
Bojsen har gået på Den Europæiske Filmhøjskole, er bachelor i film- og medievidenskab og kandidat i moderne kultur og kulturformidling ved Københavns Universitet. Han er uddannet filminstruktør fra den niende årgang på uddannelsen Super16 og lavede i 2018 sin afgangsfilm derfra i form af den fremtidsdystopiske og spillefilmslange En rapport om festen og gæsterne. Filmen fik en Robert for bedste ungdomsfilm og sikrede Bojsen TV 2 Talentprisen ved Bodiluddelingen 2024.
I 2023 instruerede han lavbudgetspillefilmen Det store glitch om vennerne Ronja, Serber og Franka, der brugte en sommer på forskellige mere eller mindre mærkelige fælles- og soloprojekter. Soundvenue kaldte det "en episodisk og drømmende film, en romantisk film, en agentfilm, en surrealistisk film" og udnævnte den til årets tredjebedste danske film efter Apolonia, Apolonia og Underverden II.
I 2025 fik hans tv-dokumentarserie Den anden verden premiere på YouTube-kanalen Del af Labyrinten. Weekendavisen kaldte i sin anmeldelse serien for en lille sensation, og Filmmagasinet Ekko gav den fem stjerner.
Bojsen bor på Nørrebro i København.

## Filmografi

### Kortfilm
- Silas & Selma (Kortfilm, 2010)
- Klokkedybet (Kortfilm, 2013)
- Delphi (Førsteårsfilm på Super16, 2016)[1]

### Spillefilm
- Det store glitch (2023)

### Tv-serier
- Den anden verden (seks afsnit, 2025)

### Teater
Bojsen instruerede i 2024 forestillingen Monkeys Reacting to Magic, der spillede på Aveny-T.